# 1120年代
1120年代（せんひゃくにじゅうねんだい）は、西暦（ユリウス暦）1120年から1129年までの10年間を指す十年紀。

## できごと

### 1122年
- 神聖ローマ皇帝ハインリヒ5世とローマ教皇カリストゥス2世がヴォルムス協約を締結。叙任権闘争に一応の終止符を打つ。

### 1123年
- 鳥羽天皇が譲位し、第75代崇徳天皇が即位する。

### 1125年
- 金、遼を滅ぼす。

### 1126年
- 靖康の変が起き、金が北宋を滅ぼす。翌年北宋皇帝の弟趙構が南京で南宋を立てる。

### 1127年
- 新立の荘園を停止する（大治の荘園停止令）。